# Список чемпионов Европы WWE
Титул чемпиона Европы по версии WWE (англ. WWE European Champions) был одним из титулов федераций рестлинга World Wrestling Entertainment (WWE). Он был учреждён 26 февраля 1997 года во время турне WWE по Германии. Первым европейским чемпионом WWE стал Британский Бульдог, победивший Оуэна Харта в финале турнира за чемпионский титул. 30 марта 1999 года титул был упразднён Шейном Макмэном, но в июне восстановлен и передан Мидиону. 22 июля 2002 года Роб Ван Дам победил Джеффа Харди и объединил титулы европейского и интерконтинентального чемпиона в результате чего титул чемпиона Европы был окончательно упразднён. Всего 27 рестлеров становились чемпионами Европы. Чаще всех чемпионский пояс завоёвывали Уильям Ригал и Ди’Ло Браун — по 4 раза. Самым продолжительным владением титула, в течение 206 дней, было первое чемпионство Британского Бульдога. Несмотря на название, всего два европейца завоёвывали этот титул.

## История титула

### Название титула
| Название                     | Годы                   |
| ---------------------------- | ---------------------- |
| Чемпион Европы по версии WWF | февраль 1997— май 2002 |
| Чемпион Европы по версии WWE | май 2002— июль 2002    |

### Список чемпионов
| *           | помечены чемпионства не признанные в WWE. |
|             | Избраны в Зал славы WWE                   |
| Рестлер (X) | количество выигранных титулов             |

| №   | Рестлер                  | Фото | Дней | Дата             | Место                             | Шоу                         | Примечания | Сноска                      |
| --- | ------------------------ | ---- | ---- | ---------------- | --------------------------------- | --------------------------- | --- | --------------------------- |
| 1   | Британский Бульдог (1)   |      | 206  | 26 февраля 1997  | Берлин, Германия                  | Raw                         | Победил Оуэна Харта в финале турнира и стал первым чемпионом. | [ 5 ] [ 6 ]                 |
| 2   | Шон Майклз (1)           |      | 82   | 20 сентября 1997 | Бирмингем, Англия                 | One Night Only              | Майкл победил благодаря вмешательству D-Generation X. По окончании поединка зрители закидали ринг мусором. | [ 7 ] [ 8 ]                 |
| 3   | Triple H (1)             |      | 40   | 11 декабря 1997  | Лоуэлл, Массачусетс, США          | Raw                         | Поединок был назначен комиссаром WWF Сержантом Слотером. Майклз умышленно проиграл матч. | [ 9 ]                       |
| 4   | Оуэн Харт (1)            |      | 55   | 20 января 1998   | Дэвис, Калифорния, США            | Raw                         | Оуэн Харт победил Голдаста, переодевшегося в Triple H. Слотер наградил титулом Харта, посчитав, что Голдаст был заменой Triple H. | [ 10 ]                      |
| 5   | Triple H (2)             |      | 120  | 16 марта 1998    | Финикс, Аризона, США              | Raw                         | Triple H бросил вызов травмированному Харту. Оуэн принял его, но из-за вмешательства Чайны проиграл поединок. | [ 11 ] [ 12 ]               |
| 6   | Ди’Ло Браун (1)          |      | 63   | 14 июля 1998     | Бингемтон, Нью-Йорк, США          | Raw                         | В углу Брауна находился Скала, в углу Triple H — Чайна. | [ 13 ] [ 14 ]               |
| 7   | X-Pac (1)                |      | 14   | 15 сентября 1998 | Сакраменто, Калифорния, США       | Raw                         | Поединок один на один. | [ 15 ]                      |
| 8   | Ди’Ло Браун (2)          |      | 19   | 29 сентября 1998 | Ист-Лансинг, Мичиган, США         | Raw                         | Браун победил X-Pac благодаря помощи Марка Хенри. | [ 2 ] [ 16 ]                |
| 9   | X-Pac (2)                |      | 120  | 18 октября 1998  | Роузмонт, Иллинойс, США           | Judgment Day: In Your House | Поединок один на один. | [ 17 ]                      |
| 10  | Макмэн, Шейн             |      | 43   | 15 февраля 1999  | Бирмингем, Алабама, США           | Raw                         | Победил X-Pac в командном поединке Шейн Макмэн и Кейн против Triple H и X-Pac. | [ 18 ]                      |
| 10* | Упразднён                |      | 0    | 30 марта 1999    | Юниондейл, Нью-Йорк, США          | Sunday Night Heat           | Макмэхон упразднил титул. | [ 18 ]                      |
| 11  | Мидион (1)               |      | 34   | 21 июня 1999     | Мемфис, Теннесси, США             | Raw                         | Макмэхон наградил Мидиона титулом. | [ 19 ]                      |
| 12  | Ди’Ло Браун (3)          |      | 28   | 25 июля 1999     | Буффало, Нью-Йорк, США            | Fully Loaded (1999)         | Стал первым рестлером, владевшим одновременно и европейским титулом и титулом интерконтинентального чемпиона WWF. | [ 20 ]                      |
| 13  | Джефф Джаретт (1)        |      | 1    | 22 августа 1999  | Миннеаполис, Миннесота, США       | SummerSlam (1999)           | На кону поединка стоял также пояс интерконтинентального чемпиона. | [ 21 ]                      |
| 14  | Марк Хенри (1)           |      | 34   | 23 августа 1999  | Эймс, Айова, США                  | Raw                         | Джарет наградил Марка Хенри поясом после того, как тот помог ему победить Ди’Ло Брауна на SummerSlam. | [ 22 ]                      |
| 15  | Ди’Ло Браун (4)          |      | 30   | 26 сентября 1999 | Шарлотт, Северная Каролина, США   | Unforgiven (1999)           | Марк Хенри отказался участвовать в поединке, так как во время предматчевого интервью его ударила Лилиан Гарсия. Браун напал на Хенри и смог затащить его на ринг, чтобы судья дал старт поединку.                                                | [ 23 ] [ 24 ]               |
| 16  | Британский Бульдог (2)   |      | 47   | 26 октября 1999  | Спрингфилд, Массачусетс, США      | SmackDown                   | Шоу было показано по телевидению 28 октября. | [ 25 ]                      |
| 17  | Шон Морли (1)            |      | 58   | 12 декабря 1999  | Санрайз, Флорида, США             | Armageddon (1999)           | Поединок «тройная угроза» в котором также участвовал Ди’Ло Браун. | [ 26 ]                      |
| 18  | Курт Энгл (1)            |      | 54   | 8 февраля 2000   | Остин, Техас, США                 | SmackDown                   | Шоу было показано по телевидению 10 февраля. | [ 27 ]                      |
| 19  | Крис Джерико (1)         |      | 1    | 2 апреля 2000    | Анахайм, Калифорния, США          | Рестлмания 2000             | Джерико сделал второе удержание в поединке «тройная угроза» против Курта Энгла и Криса Бенуа (первому проведшему удержание достался титул интерконтинентального чемпиона).                                                                       | [ 28 ]                      |
| 20  | Эдди Герреро (1)         |      | 111  | 3 апреля 2000    | Лос-Анджелес, Калифорния, США     | Raw                         | Герреро победил благодаря вмешательству в поединок Чайны. | [ 29 ]                      |
| 21  | Перри Сатурн (1)         |      | 37   | 23 июля 2000     | Даллас, Техас, США                | Fully Loaded (2000)         | Сатурн одержал победу благодаря помощи Терри Раннелс. | [ 30 ]                      |
| 22  | Эл Сноу (1)              |      | 48   | 29 августа 2000  | Фейетвилл, Северная Каролина, США | SmackDown                   | Во время своего чемпионства Сноу выходил на ринг в национальных европейских одеждах, а его представляли как представителя разных европейских стран.                                                                                              | [ 31 ] [ 32 ] [ 33 ] [ 34 ] |
| 23  | Уильям Ригал (1)         |      | 47   | 16 октября 2000  | Детройт, Мичиган, США             | Raw                         | Ригал стал вторым европейцем, завоевавшим этот титул. | [ 35 ]                      |
| 24  | Крэш Холли (1)           |      | 2    | 2 декабря 2000   | Шеффилд, Англия                   | Rebellion (2000)            | Крэш Холли победил благодаря вмешательству Молли Холли в поединок. | [ 36 ]                      |
| 25  | Уильям Ригал (2)         |      | 49   | 4 декабря 2000   | Ист-Ратерфорд, Нью-Джерси, США    | Raw                         | Ригал победил, применив болевой приём. | [ 37 ]                      |
| 26  | Тест (1)                 |      | 69   | 22 января 2001   | Лафейетт, Луизиана, США           | Raw                         | Поединок один на один. | [ 38 ]                      |
| 27  | Эдди Герреро (2)         |      | 23   | 1 апреля 2001    | Хьюстон, Техас, США               | Рестлмания Х-Семь           | Герреро одержел победу благодаря помощи группировки The Radicalz. | [ 39 ]                      |
| 28  | Мэтт Харди (1)           |      | 125  | 24 апреля 2001   | Денвер, Колорадо, США             | SmackDown                   | В углу Мэтта Харди были Лита и Джефф Харди, а в углу Герреро — Терри и Перри. Харди победил благодаря Лите, выполнившей приём «hurricarana». | [ 40 ] [ 41 ]               |
| 29  | Ураган (1)               |      | 56   | 27 августа 2001  | Гранд-Рэпидс, Мичиган, США        | Raw                         | В этот день Хелмс начал выступать под гиммиком «Ураган». Одержал победу благодаря вмешательству в поединок Айвори. | [ 42 ] [ 43 ]               |
| 30  | Брэдшоу (1)              |      | 8    | 22 октября 2001  | Канзас-Сити, Миссури, США         | Raw                         | Ураган на поединок вышел вместе с Молли, которая стояла в его углу. Хотя она пыталась отвлечь на себя внимание Брэдшоу ей это не удалось и победу в матче одержал Джон Лэйфилд.                                                                  | [ 44 ] [ 45 ]               |
| 31  | Кристиан (1)             |      | 91   | 30 октября 2001  | Цинциннати, Огайо, США            | SmackDown                   | Во время поединка Лэнс Шторм выкинул на ринг стул, что отвлекло рефери и Брэдшоу. Воспользовавшись заминкой Кристиан смог сделать удержание. | [ 46 ] [ 47 ]               |
| 32  | Даймонд Даллас Пейдж (1) |      | 49   | 29 января 2002   | Норфолк, Виргиния, США            | SmackDown                   | Шоу было показано по телевидению 31 января. | [ 48 ]                      |
| 33  | Уильям Ригал (3)         |      | 20   | 19 марта 2002    | Оттава, Онтарио, Канада           | SmackDown                   | Титул стал эксклюзивной собственностью бренда Raw после того, как туда перешел Ригал в результате деление брендов 26 марта 2002 года. | [ 49 ]                      |
| 34  | Спайк Дадли (1)          |      | 28   | 8 апреля 2002    | Финикс, Аризона, США              | Raw                         | Титул был переименован в чемпиона Европы WWE после того, как 5 мая 2002 года компания World Wrestling Federation Entertainment, Inc. проиграла судебный иск Всемирному фонду дикой природы и была переименована в World Wrestling Entertainment. | [ 4 ] [ 50 ]                |
| 35  | Уильям Ригал (4)         |      | 63   | 6 мая 2002       | Хартфорд, Коннектикут, США        | Raw                         | Во время турне по Англии Дадли повредил лодыжку. На предложение Ригала защищать титул он вначале ответил отказам, однако позже атаковал Ригала и судья объявил, что поединок начался.                                                            | [ 51 ] [ 52 ]               |
| 36  | Джефф Харди (1)          |      | 14   | 8 июля 2002      | Филадельфия, Пенсильвания, США    | Raw                         | Харди выиграл поединок, проведя коронный приём «Бомба лебедя». | [ 53 ]                      |
| 37  | Роб Ван Дам (1)          |      | 0    | 22 июля 2002     | Гранд-Рэпидс, Мичиган, США        | Raw                         | Роб Ван Дам стал последним обладателем титула. | [ 4 ]                       |
| -   | Упразднён                |      | 0    | 22 июля 2002     | Гранд-Рэпидс, Мичиган, США        | Raw                         | Ван Дам объединил титул чемпиона Европы и интерконтинентального чемпиона WWE. | [ 4 ] [ 54 ]                |

### По количеству дней владения титулом
| №   | Рестлер              | Чемпионских титулов | Количество дней владения титулом |
| --- | -------------------- | ------------------- | -------------------------------- |
| 1.  | Британский Бульдог   | 2                   | 253                              |
| 2.  | Уильям Ригал         | 4                   | 179                              |
| 3.  | Triple H             | 2                   | 160                              |
| 4.  | Ди’Ло Браун          | 4                   | 140                              |
| 5.  | Эдди Герреро         | 2                   | 134                              |
| 6.  | X-Pac                | 2                   | 134                              |
| 7.  | Мэтт Харди           | 1                   | 125                              |
| 8.  | Кристиан             | 1                   | 91                               |
| 9.  | Шон Майклз           | 1                   | 82                               |
| 10. | Тест                 | 1                   | 69                               |
| 11. | Вэл Венис            | 1                   | 58                               |
| 12. | Ураган               | 1                   | 56                               |
| 13. | Оуэн Харт            | 1                   | 55                               |
| 14. | Курт Энгл            | 1                   | 54                               |
| 15. | Даймонд Даллас Пейдж | 1                   | 49                               |
| 16. | Эл Сноу              | 1                   | 48                               |
| 17. | Шейн Макмэн          | 1                   | 43                               |
| 18. | Перри Сатурн         | 1                   | 37                               |
| 19. | Мидион               | 1                   | 34                               |
| 20. | Марк Хенри           | 1                   | 34                               |
| 21. | Спайк Дадли          | 1                   | 28                               |
| 22. | Джефф Харди          | 1                   | 14                               |
| 23. | Брэдшоу              | 1                   | 8                                |
| 24. | Крэш Холли           | 1                   | 2                                |
| 25. | Джефф Джаретт        | 1                   | 1                                |
| 26. | Крис Джерико         | 1                   | 1                                |
| 27. | Роб Ван Дам          | 1                   | -                                |